# Takarazuka

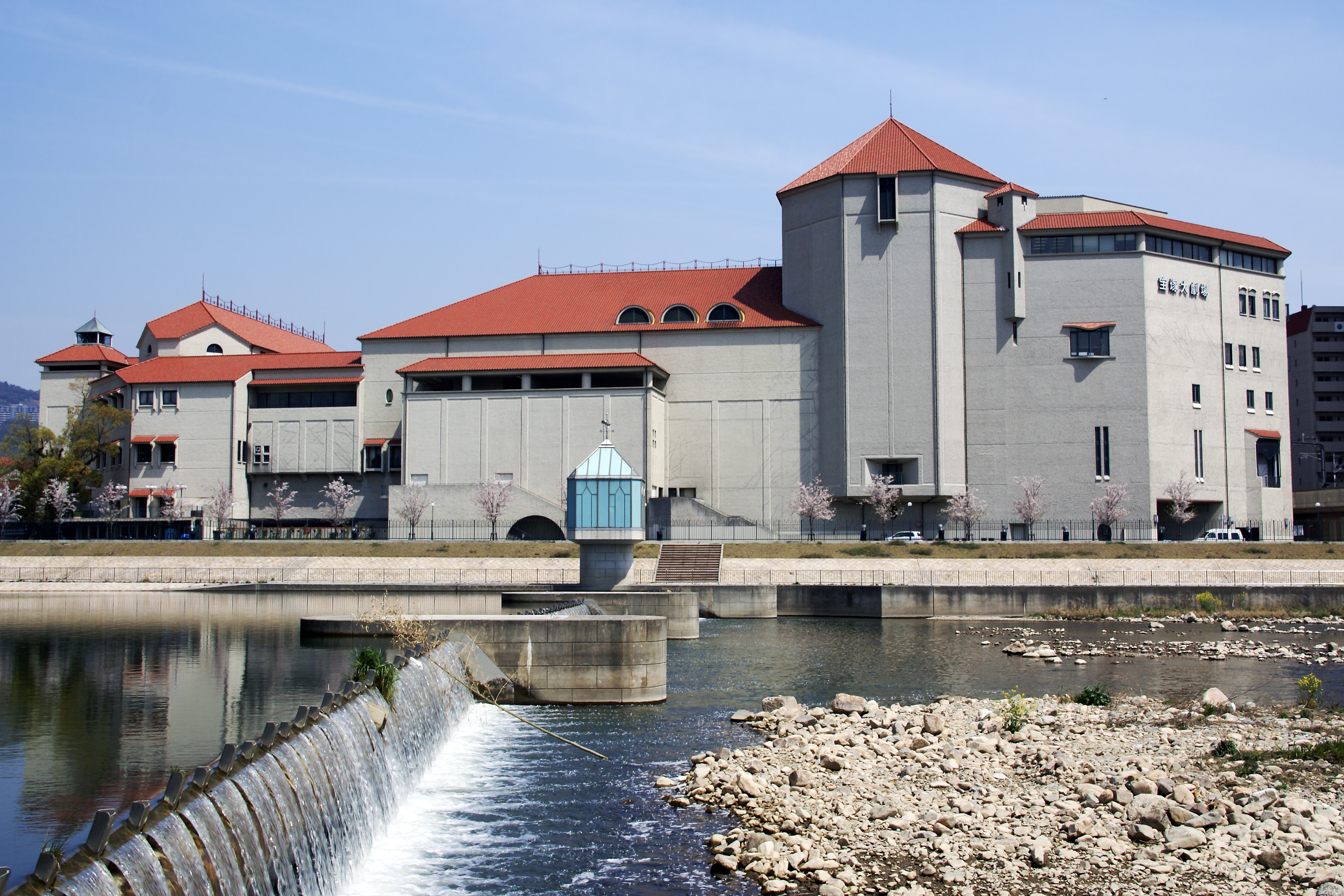
Teatrul Takarazuka

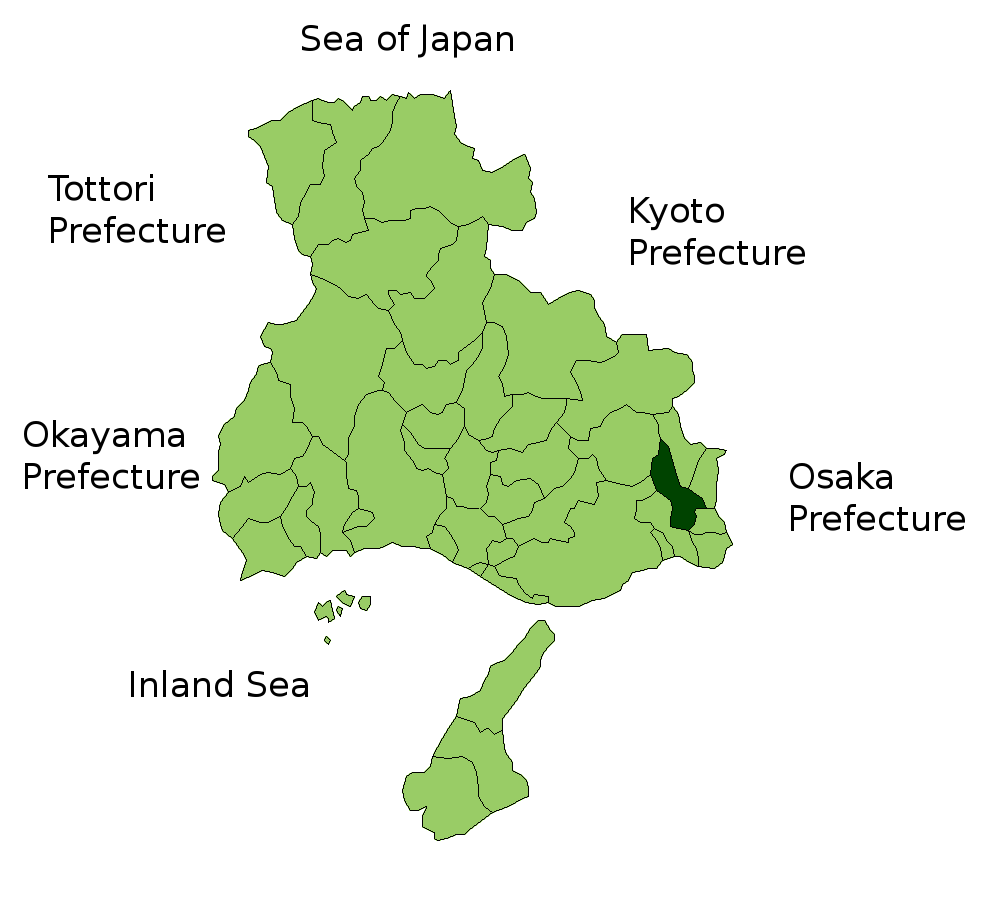

Takarazuka (宝塚市 Takarazuka-shi?) este un municipiu din Japonia, prefectura Hyōgo.